# Kishimoto Toru
Toru Kishimoto (sinh ngày 14 tháng 1 năm 1972) là một cầu thủ bóng đá người Nhật Bản.

## Sự nghiệp câu lạc bộ
Toru Kishimoto đã từng chơi cho Cerezo Osaka.